# Friedrich August Witz
Friedrich August Witz (20. Dezember 1806 – 19. Juni 1880) war ein deutscher Kinderdarsteller, Opernsänger (Tenor), Theaterschauspieler, Opernregisseur, Tanzlehrer und Übersetzer.

## Leben
Witz war der Sohn des Schauspielerpaares Kaspar und Wilhelmine Witz, geborene Rabehl. Seine Eltern waren 1810 für kurze Zeit und erneut von 1817 bis 1823 am Theater Augsburg tätig. Der Vater spielte Charakterrollen und komische Väter, war zeitweise Regisseur und Theatermaler. 1823 wurde er durch einen Schlaganfall gelähmt und verstarb 1841 in Augsburg. Die Mutter, vom Sohn geliebt und verehrt, spielte Anstandsdamen, Heldinnen und Hosenrollen, sie war 1829 zum letzten Mal in Augsburg im Engagement und starb dort irrsinnig.

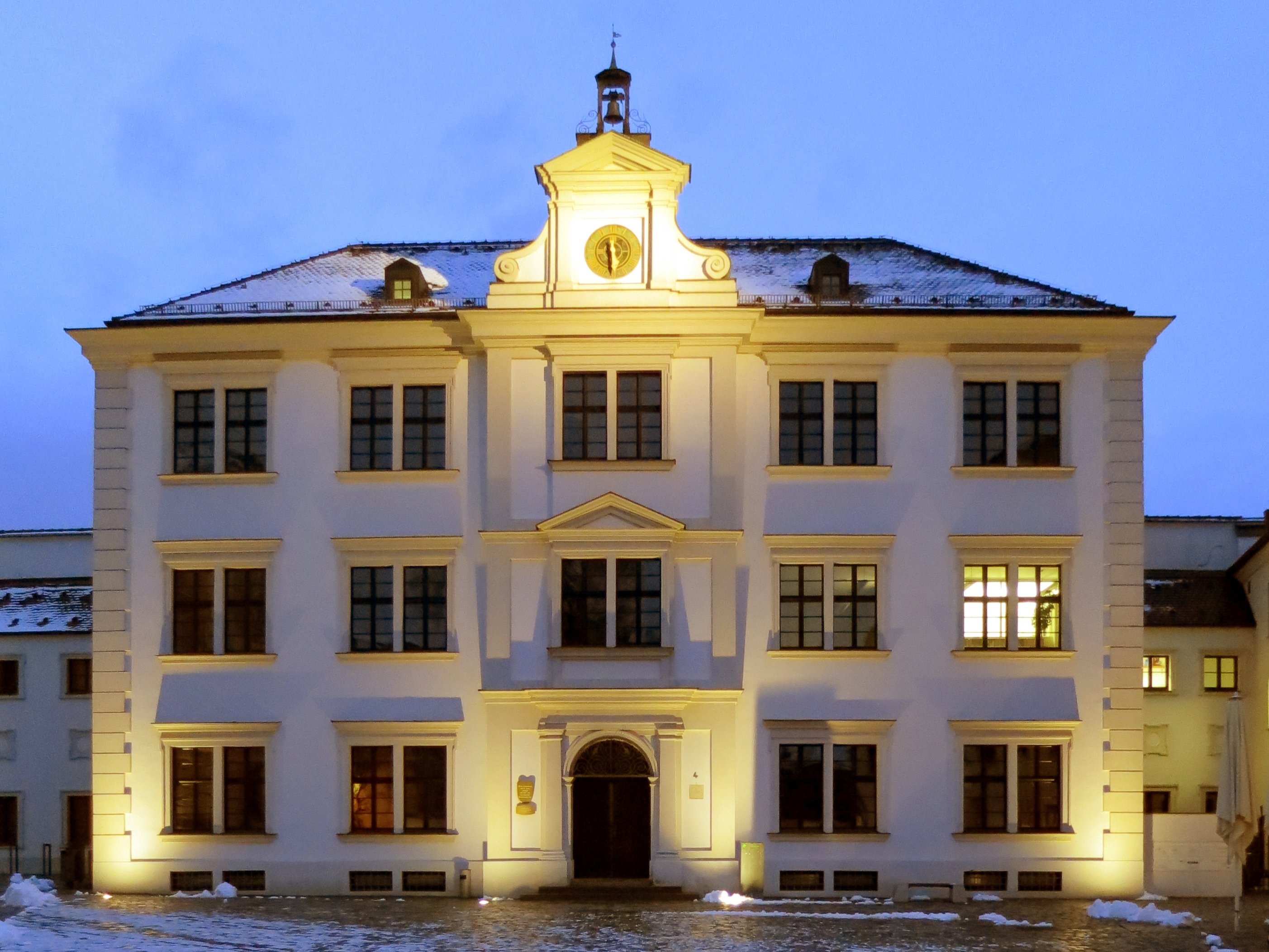
Das von Elias Holl erbaute Gymnasium bei St. Anna

Witz betrat mit dreieinhalb Jahren in Bamberg zum ersten Mal die Bühne als Vertreter von Kinderrollen. Die hatte jedoch ein Ende, als ihn seine Eltern an das St.-Annen-Gymnasium schickten. Durch den Schlaganfall seines Vaters musste er seine Studien jedoch unterbrechen um zum Unterhalt der Familie beizutragen. Daher debütierte er am 27. Oktober 1823 zum ersten Mal als wirklicher Schauspieler in der Rolle des „Victorin“ in Die Waise und der Mörder von Ignaz Franz Castelli.
Seit jener Zeit war Witz mit nur ganz kurzer Unterbrechung Mitglied des Theaters Augsburg. Er spielte nacheinander Naturburschen, muntere Liebhaber, Gecken, Charakterrollen, komische Väter, derbe Chargen; zeitweise fungierte er als Inspizient und Opernregisseur, am Anfang seiner Karriere sang er sogar Tenorbuffo-Partien.
Außerhalb der Bühne war er als Tanzlehrer und Sprachlehrer der französischen Sprache tätig. Seine Französischkenntnisse ermöglichten ihm zudem die Übersetzung von Stücken ins Deutsche, die dann auch in Augsburg aufgeführt wurden.
Am 27. Oktober 1848 feierte er sein fünfundzwanzigjähriges, am 27. Oktober 1873 sein fünfzigjähriges Jubiläum. In diesen fünfzig Jahren seines Wirkens gab er 7650 Vorstellungen, bei denen er an 5100 in 5470 Rollen gespielt hatte. Dabei musste er ca. 13.320 Bogen, also nahezu drei Ballen Papier, auswendig lernen. Die Opernpartien noch gar nicht mitgerechnet. In dieser Zeit erlebt er zwölf Direktoren und geschätzt 2240 Mitglieder sowie 490, darunter sehr berühmte, Gäste.
In den verschiedenen Lebensaltern stellte er so im selben Stück oft sechs bis sieben Charaktere dar, wie er z. B. im Tell außer beiden Knaben sechzehn, in der Jungfrau von Orleans dreizehn Rollen ausgeführt hat. Seine Gesamtgage in diesen fünfzig Jahren waren 24400 fl., was durchschnittlich 488 Gulden jährlich ausmachte.
Zu seinem Fünfundzwanzigjährigem spielte er den „Papilos“, zu seinem Fünfzigjährigen den alten „Valentin Beaugrin“ in genau dem Stück, mit dem er seine Karriere begann: Die Waise und der Mörder. Bei letzterem Auftritt war er so gerührt, dass er anfangs unter Tränen kaum sprechen konnte, sich jedoch im Verlauf des Stückes durch die wundersame Wahrheit seiner Darstellung und ihre ungekünstelte Ursprünglichkeit seine Verehrer zu erneuten, nich endenwollenden Beifallsrufen hinriss. Nach dieser Vorstellung war er zu einem Festmahl geladen, bei dem neben einigen Ratsmitgliedern der Stadt Augsburg und seine Familie als Ehrengäste die ehemalige Opernsängerin Caroline Fischer-Achten und der Hofschauspieler Paul Rüthling ihm die Ehre erwiesen. Organisiert hatte dieses Fest einer der Söhne der Fischer-Achten, der Komiker Eduard Schmidt hielt einen humoristischen Vortrag.
Mit zunehmendem Alter mehrten sich jedoch seine körperlichen Beschwerden, und als das alte Theater wegen des Neubaus des Großen Hauses schloss, gab er am 25. November 1877 im alten Haus seine Abschiedsvorstellung und zog sich von der Bühne gänzlich zurück.
Danach lebte er als Privatmann bei den Seinigen – seine Frau, eine Augsburger Bürgerstochter, war schon vor Jahren gestorben, seine Kinder waren bereits alle erwachsen – und verbrachte seine Zeit hauptsächlich mit dem Tarockspiel.
Am 19. Juni 1880, ein Freitagabend, hatte er sich schon zum Ausgehen in die Gaststätte Zum Prinzen Carl (dort hatte er auch seine erste Nacht in Augsburg verbracht) bereit gemacht, als er plötzlich und unerwartet verstarb. Am 21. Juni 1880 wurde er begraben. Eine große Menschenmenge hatte sich zu seinem Begräbnis eingefunden. Die Liedertafel, deren langjähriges Mitglied Witz war, sang ein Schlummerlied.